# Unidos de Fátima
Unidos de Fátima é uma escola de samba de São Luis, Maranhão.

## História
Inicialmente era chamada de Correio do Samba, devido a sua sede se localizar na Rua do Correio, no Bairro de Fátima. Também por isso adotou como símbolo, utilizado inclusive nos carros abre-alas, um pombo-correio, que a cada ano se transforma conforme os enredos. Na década de 80, o Correio do Samba passa a ser chamada de Unidos de Fátima. Em 1984, a Unidos de Fátima começou a se despontar como uma escola grande, quando fez o enredo sobre a Festa da Juçara, conquistando o inédito 3º lugar.
A partir de 1984 a Unidos de Fátima ficava sempre em 3º lugar até 1990. Entretanto, por várias vezes foi apontada para ser a grande campeã, mas numa época que só ganhavam a Turma do Quinto e a Flor do Samba, ela sempre perdia na nota dos jurados. Em 1990, A Escola apresentou um desfile de vencedora falando sobre "bombagira", o público aplaudia e vibrava, mas os jurados não se sensibilizaram.
Foi campeã pela primeira vez somente em 1991, repetindo o título em 1994.

Em 2010 reeditou o enredo de 2006. Em 2011 iria para a passarela com o enredo "o mundo dos insetos" porém não desfilou.
Em 2012, obteve a última colocação do carnaval de São Luís.
A escola não desfilou entre os anos de 2013 e 2015
Em 2016 voltou a desfilar com uma homenagem ao político Jackson Lago. Em 2017 levou para a avenida um enredo contando os seus 60 anos de existência.
Em 2018 a escola iria homenagear a cidade de Lago da Pedra com o enredo "O lago encantado e a menina dos olhos de esmeralda", mas a poucas semanas do carnaval mudou e fez uma reedição do enredo de 2008.

## Segmentos

### Presidentes
| Nome          | Mandato         |
| ------------- | --------------- |
| Ribão D'Oludô | 2015-atualidade |

### Diretores
| Ano  | Diretor de Carnaval | Diretor geral de harmonia | Mestre de bateria       | Ref. |
| ---- | ------------------- | ------------------------- | ----------------------- | ---- |
| 2020 |                     |                           | Dudu falcão e Preguinho |      |

### Intérpretes
| Período | Intérprete oficial |
| ------- | ------------------ |
| 2010-   | Ribão Doludo       |

### Corte de Bateria
| Rainha de bateria | Rainha de bateria | Rainha de bateria |
| Nome              | Período           |                   |
| ----------------- | ----------------- | ----------------- |
| Regina Explosão   | 2020-             |                   |

## Títulos
- 1991 - Soy Louco Por Ti América
- 1994 - Tropa, Tropeços do País Tropical, Tudo Acaba em carnaval

## Carnavais
| Ano  | Colocação                                               | Grupo                                                   | Enredo                                                                                       | Carnavalesco                                            | Ref   |
| ---- | ------------------------------------------------------- | ------------------------------------------------------- | -------------------------------------------------------------------------------------------- | ------------------------------------------------------- | ----- |
| 1979 |                                                         |                                                         | A festa do mestre sala no reinado de momo                                                    |                                                         |       |
| 1981 |                                                         |                                                         | Luz de estrelas no reino de Oxalá                                                            |                                                         |       |
| 1982 |                                                         |                                                         | Nos confins do pensamento do reino do faz de conta                                           |                                                         |       |
| 1983 |                                                         |                                                         | Mãe natureza                                                                                 |                                                         |       |
| 1984 | 3º                                                      |                                                         | Juçara                                                                                       |                                                         |       |
| 1985 |                                                         |                                                         | No batente da bodega tem fiado                                                               |                                                         |       |
| 1987 | 3º                                                      |                                                         | Supertições                                                                                  | Wagner Silva                                            |       |
| 1989 | 4º                                                      |                                                         | Bombagira                                                                                    |                                                         |       |
| 1991 | Campeã                                                  |                                                         | Soy Louco Por Ti América                                                                     |                                                         | [ 2 ] |
| 1992 | Vice-campeã                                             |                                                         | Viu metal o dinheiro nosso de cada dia - Saco roxo                                           |                                                         |       |
| 1993 | vice campeã                                             |                                                         | Feitiço De Lua                                                                               |                                                         |       |
| 1994 | Campeã                                                  |                                                         | Tropa, Tropeços do País Tropical, Tudo Acaba em carnaval                                     |                                                         | [ 2 ] |
| 1995 | 3º lugar                                                |                                                         |                                                                                              |                                                         |       |
| 2000 | 3º                                                      |                                                         | Brasil, outros 500 virão                                                                     |                                                         |       |
| 2002 | 3º                                                      |                                                         | Quanto riso...! Quanta alegria...! 1.000 palhaços no salão                                   |                                                         |       |
| 2003 | 6º lugar                                                |                                                         | Na batuta da maestra rosa flor                                                               |                                                         |       |
| 2004 |                                                         |                                                         | Coisa nossa: Do cavaco a Fátima, a saga de uma comunidade                                    | Darlan Oliveira                                         |       |
| 2005 | 4° lugar                                                |                                                         | Viva a alegria ao nosso povo                                                                 |                                                         |       |
| 2006 | 4º                                                      |                                                         | Negritude, Ações e Atitudes                                                                  | Domingos Lopes                                          |       |
| 2007 | 3º                                                      |                                                         | Miguel Veiga, o Poeta do Visual                                                              |                                                         |       |
| 2008 | 4º                                                      |                                                         | Do Big Bang ao Arco–íris: Uma explosão de alegria                                            |                                                         | [ 1 ] |
| 2009 | 4º                                                      |                                                         | Pilão da Madrugada: a saga de Neiva Moreira                                                  |                                                         |       |
| 2010 | 4º                                                      |                                                         | Negritude, ações e atitudes (mesmo tema de 2006)                                             | Junior Azevedo                                          |       |
| 2011 | Não desfilou                                            | Não desfilou                                            | Não desfilou                                                                                 | Não desfilou                                            | [ 4 ] |
| 2012 | 11º lugar                                               | ÚNICO                                                   | Vamos ao teatro São Luís em cena                                                             |                                                         | [ 5 ] |
| 2013 | Não houve desfile                                       | Não houve desfile                                       | Não houve desfile                                                                            | Não houve desfile                                       | [ 6 ] |
| 2014 | Não desfilou                                            | Não desfilou                                            | Não desfilou                                                                                 | Não desfilou                                            |       |
| 2015 | Não desfilou                                            | Não desfilou                                            | Não desfilou                                                                                 | Não desfilou                                            |       |
| 2016 | 9º lugar                                                |                                                         | Jackson Lago... de Pedreiras ao Carcará da Ilha Rebelde. A Unidos conta e canta sua história |                                                         | [ 7 ] |
| 2017 | 10º lugar                                               |                                                         | Bodas de Diamante: Unidos de Fátima num longa metragem de uma brilhante história             | Léo Lima                                                |       |
| 2018 | 9°lugar                                                 |                                                         | Do big bang ao arco-íris uma explosão de alegria                                             |                                                         |       |
| 2019 | 9° lugar                                                |                                                         | A Saga Do Guerreiro De Ogun Pai Airton Da Liberdade                                          |                                                         |       |
| 2020 | 9° lugar                                                |                                                         | Vila do Anil - espaço sagrado, Onde todo coração e ungido                                    | Junior Azevedo                                          |       |
| 2021 | Concursos cancelados em virtude da pandemia de COVID-19 | Concursos cancelados em virtude da pandemia de COVID-19 | Concursos cancelados em virtude da pandemia de COVID-19                                      | Concursos cancelados em virtude da pandemia de COVID-19 |       |
| 2022 | Concursos cancelados em virtude da pandemia de COVID-19 | Concursos cancelados em virtude da pandemia de COVID-19 | Concursos cancelados em virtude da pandemia de COVID-19                                      | Concursos cancelados em virtude da pandemia de COVID-19 |       |
| 2023 | 7º lugar                                                |                                                         | Helena Duailibe uma luz de inspiração para reinar no Maranhão                                | Andrea Maio                                             |       |
| 2024 | 8º lugar                                                |                                                         | A celebração da cultura negra no quilombo de Fátima, Antônio de Paula o mestre da artesania  | Andrea Maio                                             |       |
| 2025 | 7⁰ lugar                                                |                                                         | Ubi Italicus ibi Itália, a saga italiana sob as bençãos de Fátima                            | Andrea Maio                                             |       |